# Тафл
Тафл (на английски: tafl) е общото название на група келтски настолни игри, в които двама играчи се съревновават върху разграфена на квадратчета дъска. Около 400 г. след Христа различни тафл игри се играят из цяла северна Европа и са едни от трите най-разпространени игри през средновековието, заедно с шаха и таблата. Предполага се, че тафл произлиза от римската игра Ludus latrunculorum, но това твърдение е оспорвано, тъй като в Ludus latrunculorum играчите имат по равен брой фигурки, а в тафл двата отбора не са равни по сила и численост.
Под тафл (на нордически език: tafl - маса, дъска) е започнало да се разбира всяка настолна игра, затова по времето на викингите, играта е била наречена Хнефатафл, така че да се различава от Скактафл (Шах) и Халатафл (лисичи игри).